# Marvel Heroes (joc video)
Marvel Heroes 2013 este un joc video de acțiune-RPG dezvoltat de Gazillion Entertainment și lansat pe platforma Microsoft Windows în 2013. Jocul a fost ulterior redenumit "Marvel Heroes 2015", "Marvel Heroes 2016" și "Marvel Heroes Omega" pentru diferitele actualizări majore și extinderi de conținut. Jocul oferă jucătorilor ocazia de a prelua rolul unor personaje iconice din universul Marvel și de a se angaja în bătălii împotriva unor inamici notorii din benzile desenate.

## Dezvoltare și Lansare
Marvel Heroes 2013 a fost dezvoltat de Gazillion Entertainment sub conducerea lui David Brevik, unul dintre creatori originali ai jocului Diablo și Diablo II. Brevik a avut un rol esențial în conceperea gameplay-ului și a sistemelor de joc pentru Marvel Heroes 2013, încorporând multe dintre elementele distinctive ale genului action-RPG. Marvel Heroes 2013 a fost construit folosind motorul de joc Unreal Engine 3 și a fost lansat inițial ca un joc gratuit cu microtranzacții (free-to-play). Gazillion Entertainment a continuat să dezvolte și să îmbunătățească jocul prin actualizări regulate și extinderi de conținut.
Jocul a fost anunțat pentru prima dată în 2009 sub numele de "Marvel Universe Online". După mai multe perioade de dezvoltare și schimbări, titlul a fost redenumit "Marvel Heroes 2013" și lansat oficial pe 4 iunie 2013.
În 2015, jocul a primit o revizuire majoră, fiind redenumit Marvel Heroes 2015. În 2016, a fost actualizat din nou sub numele de Marvel Heroes 2016, iar în 2017, cu lansarea pe console, a fost denumit Marvel Heroes Omega.

## Gameplay

### Mod de Joc
Marvel Heroes 2013 este un joc de acțiune-RPG în care jucătorii controlează personaje din universul Marvel, explorând diverse locații, completând misiuni și înfruntând o varietate de inamici. Jocul combină elemente de hack-and-slash cu mecanici de colectare de pradă (loot), similare cu cele găsite în seria Diablo.
Jucătorii își aleg un erou dintr-o listă extinsă de personaje Marvel, fiecare cu propriile abilități unice și stiluri de joc. Pe măsură ce avansează în joc, jucătorii își pot îmbunătăți abilitățile și echipamentele, personalizându-și eroul pentru a se potrivi stilului lor de joc.

### Abilități și Puteri
Personajele din Marvel Heroes 2013 pot dezvolta abilități și puteri unice pe măsură ce câștigă experiență și avansează în nivel. Fiecare erou are un arbore de abilități specific care permite personalizarea și specializarea în diverse stiluri de luptă. Jucătorii pot combina abilități pentru a crea strategii eficiente în luptă.

### Moduri de Joc
- Story Mode: Jucătorii pot urma o poveste principală care îi duce prin diverse locații și scenarii din universul Marvel.
- Terminals: Misiuni scurte și intense care oferă recompense rapide și oportunități de a lupta împotriva unor șefi puternici.
- Operations: Misiuni cooperative care necesită coordonare între jucători pentru a fi completate.
- Raids: Provocări de nivel înalt care implică lupte împotriva celor mai puternici inamici din joc.

### Personaje
La lansare, Marvel Heroes 2013 a oferit 21 de personaje jucabile, inclusiv eroi populari precum Iron Man, Captain America, Thor, Hulk, Spider-Man și Wolverine. Lista de personaje a fost extinsă în mod regulat prin actualizări și pachete de expansiune, adăugând noi eroi și răufăcători din universul Marvel.

### Locații și Misiuni
Jocul include o varietate de locații inspirate din benzile desenate Marvel, cum ar fi Hell's Kitchen, Avenger's Tower, și Savage Land. Fiecare zonă oferă misiuni principale și secundare, evenimente speciale și zone de bătălie deschise unde jucătorii pot colabora sau concura cu alți jucători.

### Sistem de Pradă și Echipe
Prada este un element central al jocului, cu jucătorii colectând echipamente și obiecte rare pentru a-și îmbunătăți personajele. Sistemul de loot include arme, armuri, și alte accesorii care pot fi găsite, cumpărate sau obținute ca recompense pentru misiuni.
De asemenea, jucătorii pot forma echipe cu alți jucători pentru a aborda conținutul jocului împreună. Aceste echipe permit colaborarea în timp real, sporind șansele de succes în misiunile dificile și evenimentele speciale.

## Microtranzacții
Marvel Heroes 2013 a fost un joc free-to-play, dar a inclus și microtranzacții. Jucătorii puteau cumpăra costume, eroi și alte articole cosmetice folosind bani reali. Acest model de afaceri a permis jocului să rămână gratuit, în timp ce oferea venituri dezvoltatorilor.

## Locații
Jocul include diverse locații iconice din universul Marvel, cum ar fi:
- Avengers Tower: Baza principală a Răzbunătorilor.
- Xavier's School for Gifted Youngsters: Locul de întâlnire al X-Men.
- Hell's Kitchen: Cartierul binecunoscut al lui Daredevil.
- Savage Land: O junglă preistorică plină de dinozauri și alte creaturi.
- Asgard: Regatul zeilor nordici.

## Actualizări și Expansiuni
Marvel Heroes 2013 a primit numeroase actualizări și expansiuni care au adus noi personaje, misiuni, și caracteristici de joc. Dintre actualizările notabile se numără:
- Marvel Heroes 2015: A adus îmbunătățiri semnificative ale gameplay-ului, noi personaje și a lansat conținut suplimentar pentru a extinde povestea principală.
- Marvel Heroes 2016: A continuat să adauge noi eroi și răufăcători, precum și evenimente speciale bazate pe filmele și seriile TV Marvel.
- Marvel Heroes Omega: Lansat pentru PlayStation 4 și Xbox One, oferind o experiență console completă și adăugând mai mult conținut și optimizări.

## Încetarea Activității
În noiembrie 2017, Gazillion Entertainment a anunțat că Marvel Heroes Omega va fi închis la sfârșitul anului. Serverele jocului au fost oprite în decembrie 2017, punând capăt celor patru ani de activitate. Motivele închiderii au fost multiple, inclusiv probleme financiare și dificultăți în menținerea drepturilor de licență cu Marvel.

## Primire și Critici
Marvel Heroes 2013 a primit recenzii mixte la lansare. Jucătorii au lăudat jocul pentru fidelitatea sa față de materialul sursă Marvel și pentru gameplay-ul captivant, dar au criticat inițial lipsa de conținut și problemele tehnice. Cu toate acestea, actualizările ulterioare și adăugarea de noi personaje și moduri de joc au îmbunătățit semnificativ experiența.

## Impact și Moștenire
Marvel Heroes 2013 a fost apreciat pentru fidelitatea sa față de universul Marvel și pentru gameplay-ul său captivant. Deși a avut un început dificil din cauza problemelor tehnice și a criticilor inițiale, jocul a reușit să construiască o comunitate loială de jucători și să îmbunătățească semnificativ experiența de joc prin actualizări constante.
Chiar și după închiderea sa, Marvel Heroes 2013 rămâne un exemplu important al modului în care universul benzilor desenate poate fi adaptat cu succes într-un joc video, oferind fanilor o modalitate interactivă de a se conecta cu eroii și poveștile lor preferate.